# Euophrys rapida
Euophrys rapida es una especie de araña saltarina del género Euophrys, familia Salticidae. Fue descrita científicamente por Koch C.L. en 1846.
Habita en Chile.